# ローズ・イン・タイドランド
『ローズ・イン・タイドランド』（原題: Tideland）は、ミッチ・カリンの小説『タイドランド』を原作とするテリー・ギリアム監督のファンタジー映画である。
2004年の秋から冬にかけて、『ブラザーズ・グリム』の製作が中断されていた時期にカナダで撮影された。
初公開は2005年のトロント国際映画祭にて。
日本公開時のキャッチコピーは、「ギリアムのアリスは孤独の迷宮をさまよう」。

## あらすじ
10歳の少女ジェライザ・ローズ（ジョデル・フェルランド）は、ドラッグ中毒の両親と共に外界から隔絶された生活をおくっていた。ある日、ローズの母（ジェニファー・ティリー）がオーバードースで死亡する。老いたロッカーでやはりジャンキーである父ノア（ジェフ・ブリッジス）は、ローズを連れて故郷テキサスの荒れ果てた一軒家に逃亡するが、彼もほどなくオーバードースで死亡する。独り残されたローズは、現実の恐怖や飢えから逃れてイマジネーションの世界を築き上げ、不思議の国のアリスのようにその世界を探検する。
やがてローズは、近隣に住む奇妙な姉弟と知り合う。

## スタッフ
- 製作総指揮：ポール・ブレット、ピーター・ワトソン
- 製作：ガブリエラ・マルチネリ、ジェレミー・トーマス
- 原作：ミッチ・カリン  『タイドランド』
- 監督：テリー・ギリアム
- 脚本：テリー・ギリアム、トニー・グリゾーニ
- 撮影：ニコラ・ペコリーニ
- 美術：アナスタシア・マサロ
- プロダクションデザイン：ヤスナ・ステファノヴィック
- 衣装デザイン：マリオ・ダヴィニョン、デルフィーヌ・ホワイト
- 特殊効果スーパーバイザー：レオ・ウィーザー
- 視覚効果スーパーバイザー：リチャード・ベイン
- プロダクションマネージャー：トッド・ピットソン
- 編集：レスリー・ウォーカー
- 音楽：ジェフ・ダナ、マイケル・ダナ

## キャスト
- ジェライザ・ローズ/人形の声：ジョデル・フェルランド
- ローズの父親ノア：ジェフ・ブリッジス
- ローズの母親：ジェニファー・ティリー
- デル：ジャネット・マクティア
- ディケンズ：ブレンダン・フレッチャー
- デルの母親：サリー・クルックス

## 評価
レビュー・アグリゲーターのRotten Tomatoesでは78件のレビューで支持率は29%、平均点は4.40/10となった。Metacriticでは23件のレビューを基に加重平均値が26/100となった。

## 受賞
- 2005年、サン・セバスティアン国際映画祭でFipresci Prizeを受賞した。

## 参考
- タイドランド（原作 金原瑞人 訳、角川書店(2004/12)）